# Eduard Herbst
Eduard Herbst (1. prosince 1820 Vídeň – 25. června 1892 Vídeň) byl rakousko-uherský, respektive předlitavský politik sudetoněmeckého původu z Čech, v letech 1867–1870 ministr spravedlnosti Předlitavska, jeden z hlavních politiků německorakouských liberálů (takzvaná Německá ústavní strana) a odpůrce českých státoprávních aspirací.

## Biografie

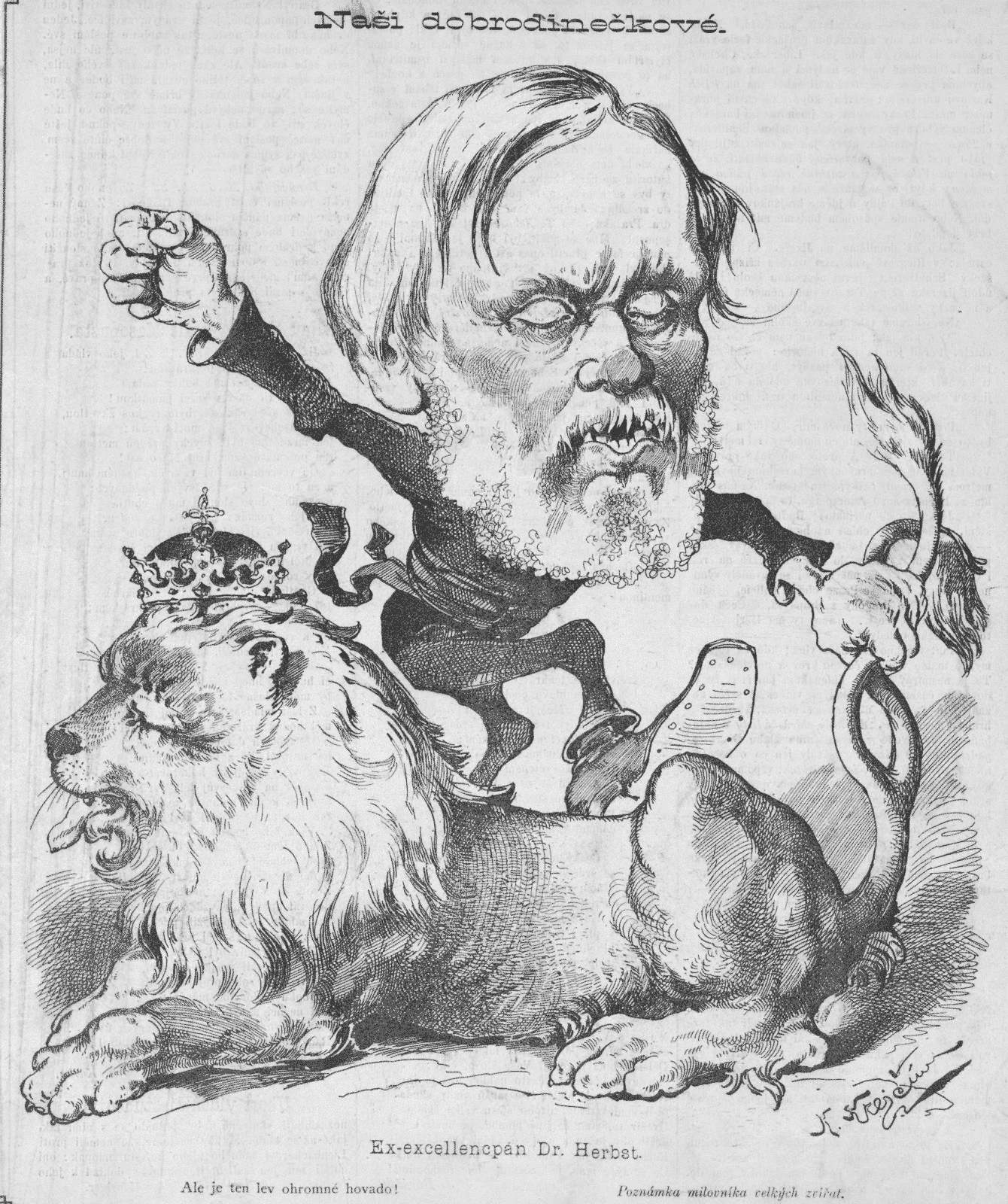
Eduard Herbst v karikatuře z r. 1881

### Mládí, studium a profesní dráha
Pocházel z původně etnicky českého žateckého rodu. Teprve jeho dědeček přijal německou variantu příjmení (původně Podzimek). Eduard Herbst vystudoval právo na Vídeňské univerzitě a roku 1842 nastoupil do státních služeb jako úředník v Dolních Rakousích. V roce 1843 získal titul doktora práv. V roce 1847 vyučoval trestní právo na Lvovské univerzitě, kde si vymohl, že smí přednášet německy místo v latině. Od roku 1858 učil na Karlo-Ferdinandově univerzitě v Praze.

### Vstup do politiky a ministerská kariéra
Počátkem 60. let 19. století se zapojil do politiky. Od roku 1861 zasedal na Českém zemském sněmu, kam byl zvolen za kurii venkovských obcí (obvod Šluknov, Haňšpach). A zemský sněm ho obratem jmenoval i do Říšské rady (tehdy ještě nevolena přímo, ale delegována zemskými zákonodárnými sbory). V letech 1862–1868 zasedal zároveň v pražské městské radě. Již tehdy se profiloval jako schopný řečník a německý liberál, který v roce 1866 ostře na zemském sněmu odmítal státoprávní ambice Čechů. Získal si díky tomu sympatie etnicky německého, zejména městského, obyvatelstva Čech a přezdívku König Eduard. Představitel české konzervativní šlechty Jindřich Jaroslav Clam-Martinic ho ironicky nazýval králem Eduardem z Deutsch-Böhmen a etnicky česká populace v něm viděla nepřítele. V lednu 1868 se proti jeho návštěvě coby ministra odehrávaly v Praze české demonstrace.
V polovině 60. let patřil mezi velkorakouské unionisty (termín historika Otty Urbana), tedy stoupence jednotného rakouského státu zahrnujícího i Uhersko. Odmítal dualistické řešení v podobě rakousko-uherského vyrovnání. Když rakousko-uherské vyrovnání nicméně bylo provedeno, objevil se 30. prosince 1867 jako člen vlády Karla von Auersperga na pozici ministra spravedlnosti Předlitavska. Portfolio si udržel i v následné vládě Leopolda Hasnera, do 12. dubna 1870
. Ve vládě patřil mezi předáky centralisticky orientované rakouskoněmecké většiny ministrů, kteří odmítali větší pravomoci historických zemí a české státoprávní aspirace. A místo toho prosazovali Předlitavsko jako centralizovaný moderní stát převážně německého charakteru. Podobně jako Ignaz von Plener nebo Karl Giskra byl ve vládě reprezentantem sociálně a názorově soudržné skupiny německých intelektuálů měšťanského původu. Tato skupina měla ve vládě převahu, a když panovník vyzval vládu k předložení memoranda k řešení státoprávních otázek, podílel se spolu s nimi na formulaci memoranda, které důrazně odmítalo jakékoliv náznaky federalizace Předlitavska.
Jako liberál se zasloužil o četné demokratické zákony, včetně Májových zákonů oslabujících vliv katolické církve na občanské záležitosti nebo tiskový zákon. V ekonomických otázkách byl stoupencem volného trhu. Na krach na vídeňské burze roku 1873 a následnou vlnu bankrotů reagoval s tím, že stát by se měl zdržet intervencí („je třeba nechat odumřít shnilé hodnoty, očistit od nich trh a tak jej zbavit různých parazitů.“). Zároveň ale historik Otto Urban poukazuje na to, že Hebrst se jako jeden z mála představitelů rakouskoněmeckých liberálů v gründerské éře prosperity před krachem nijak osobně neobohacoval a nebyl sám účasten na zakládání finančních ústavů a dalších firem.

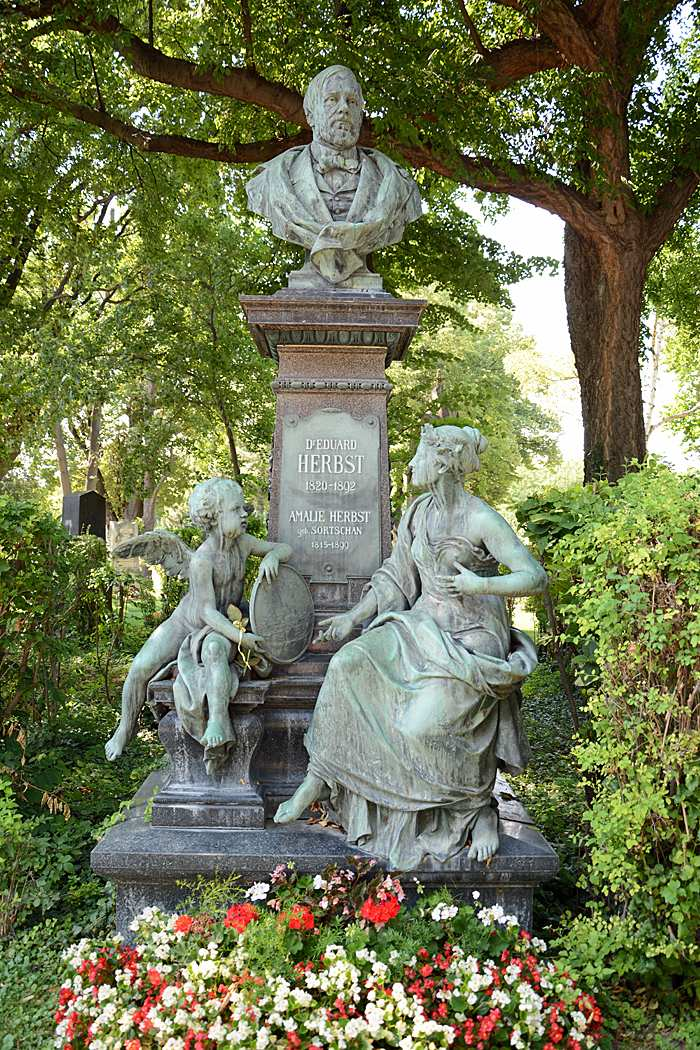
Hrob Eduarda Herbsta na centrálním hřbitově ve Vídni

### Parlamentním předákem německorakouských liberálů
Na Říšské radě zasedal i ve funkčním období 1867–1870 (kurie venkovských obcí Čechy), 1870–1871 (Čechy), 1871–1873 (kurie venkovských obcí Čechy). Zvolen sem byl i v prvních přímých volbách do Říšské rady roku 1873 (kurie venkovských obcí v Čechách, obvod Děčín, Rumburk, Cvikov, Šluknov). Po odchodu z vlády v roce 1870 byl předákem liberální opozice proti vnímané koalici slovanských autonomistů a německých konzervativců za vlády Alfreda von Potockého. Když se rakouskoněmečtí liberálové opět dostali k moci za vlády Adolfa von Auersperga, členem kabinetu se nestal, ale patřil mezi hlavní parlamentní politiky. Do roku 1874 byl předsedou německých liberálů (Deutsche Verfassungspartei, Ústavní strana, v jejichž rámci představoval vůdce křídla tzv. staroněmců.), pak jeho místo zaujal Ernst von Plener. Zasloužil se o prosazení přímé volby do Říšské rady, která omezila pravomoci zemských sněmů. Zabýval se též rozpočtovou politikou a rozvojem železniční sítě. V roce 1878 ovšem ostře odmítal anexi Bosny a Hercegoviny. V následných letech, kdy vláda Eduarda Taaffeho nadlouho oživila konzervativně-federalistickou koalici (železný kruh pravice), působil opětovně jako opoziční předák.
Odmítal Stremayrova jazyková nařízení (vládní nařízení posilující roli češtiny ve vnějším úředním styku v Čechách) a na Říšské radě podal návrh na jejich opětovný přezkum s tím, že byla vydána nezákonně. V letech 1883–1884 navrhoval na zemském sněmu neúspěšně rozdělení Čech podle národnostních hranic změnou volebních a správních (okresních) obvodů. Šlo o novou koncepci, která v následujících desetiletích byla jedním z hlavních požadavků etnických Němců v Čechách.
Poslanecký mandát na Říšské radě obhájil i ve volbách do Říšské rady roku 1879 (kurie venkovských obcí v Čechách, obvod Děčín, Rumburk, Cvikov, Šluknov), volbách do Říšské rady roku 1885 (nyní již za městskou kurii v Dolních Rakousích, obvod Vídeň, I. okres) a volbách do Říšské rady roku 1891 (opět za městskou kurii Vídeň, I. okres). Na českém sněmu zasedal do roku 1891 a na Říšské radě setrval až do své smrti.
Na Říšské radě se v říjnu 1879 uvádí jako člen staroněmeckého Klubu liberálů (Club der Liberalen). Od roku 1881 patřil do klubu Sjednocené levice, do kterého se spojilo několik ústavověrných proudů německých liberálů. Za tento klub byl zvolen i v roce 1885. Po rozpadu Sjednocené levice přešel do frakce Německorakouský klub. V roce 1890 se uvádí jako poslanec obnoveného klubu německých liberálů, nyní oficiálně nazývaného Sjednocená německá levice. I ve volbách roku 1891 byl na Říšskou radu zvolen za klub Sjednocené německé levice.
Jeho syn Ernst Herbst zasedal rovněž na zemském sněmu a Říšské radě. Zemřel roku 1922. V politice byl aktivní i jeho zeť Heinrich Hütter.